# Fran Tudor
Fran Tudor (ur. 27 września 1995 w Zagrzebiu) – chorwacki piłkarz, występujący na pozycji pomocnika, od 2020 w Rakowie Częstochowa, reprezentant Chorwacji.

## Kariera klubowa

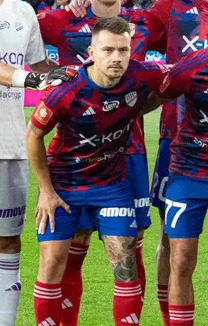
Tudor w barwach Rakowa Częstochowaprzed meczem z Arisem Limassol (2023)

Grę w piłkę nożną rozpoczął w wieku 6 lat w amatorskim klubie NK Mladost Buzin z podzagrzebskiej wsi Buzin. W latach 2005–2007 trenował w akademii Dinamo Zagrzeb, skąd przeniósł się do NK Zagreb, gdzie z napastnika przekwalifikowano go na prawego obrońcę. W 2014 roku występował w zespole Panathinaikos AO U-20. Po fiasku negocjacji z Dinamo Zagrzeb w sprawie wysokości ekwiwalentu za wyszkolenie, w połowie sezonu 2014/15 powrócił do Chorwacji.
W styczniu 2015 roku podpisał amatorski kontrakt z Hajdukiem Split. Przez pierwsze 4 miesiące pobytu w klubie grał w zespole rezerw, gdzie na poziomie 3. HNL zaliczył pierwsze występy na poziomie seniorskim. W kwietniu 2015 roku został przez trenera Stanko Poklepovicia włączony do składu pierwszej drużyny. 18 kwietnia tegoż roku zadebiutował w 1. HNL w przegranym 1:2 spotkaniu z HNK Rijeka, w którym zdobył gola. Po zatrudnieniu trenera Damira Buricia został przesunięty na pozycję prawoskrzydłowego. W lipcu 2015 roku zadebiutował w europejskich pucharach w dwumeczu przeciwko JK Sillamäe Kalev (1:1, 6:2) w eliminacjach Ligi Europy 2015/16. 28 września 2015 podpisał z Hajdukiem profesjonalną umowę na okres 4 lat. W sezonie 2017/18 dotarł do finału Pucharu Chorwacji, w którym jego zespół uległ 0:1 Dinamo Zagrzeb. Po sezonie 2018/19 nie przedłużył wygasającego kontraktu i przez pół roku poszukiwał nowego klubu.
1 stycznia 2020 został zawodnikiem Rakowa Częstochowa, z którym podpisał dwuipółletnią umowę. 8 lutego tegoż roku zaliczył debiut w Ekstraklasie w przegranym 0:3 spotkaniu przeciwko Lechowi Poznań.

## Statystyki

### Klubowe

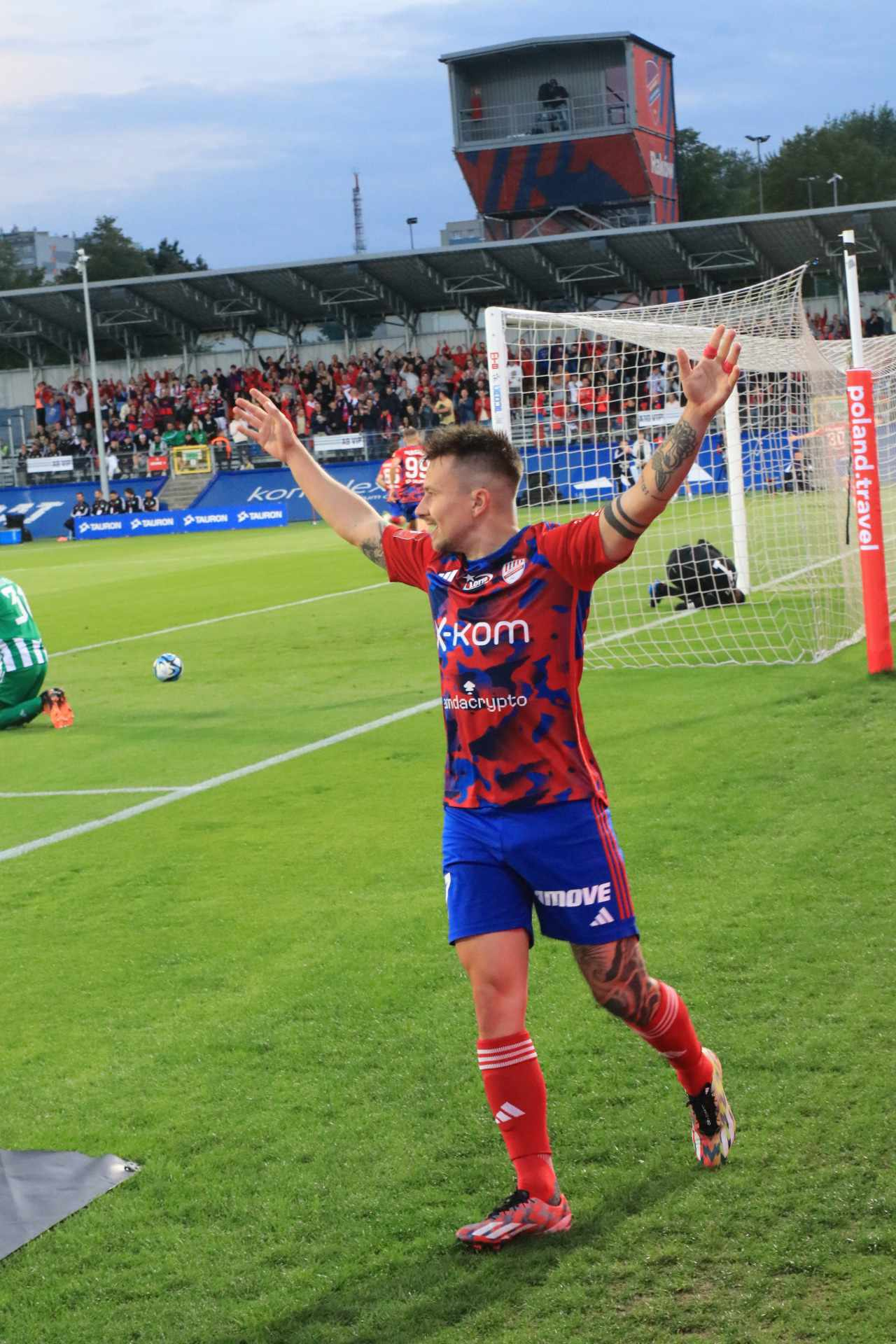
Fran Tudor w barwach Rakowa Częstochowa

(aktualne na dzień 18 sierpnia 2022)
| Klub               | Sezon              | Liga               | Liga  | Liga   | Puchar kraju | Puchar kraju | Puchary Europejskie | Puchary Europejskie | Inne  | Inne   | Suma  | Suma   |
| Klub               | Sezon              | Liga               | Mecze | Bramki | Mecze        | Bramki       | Mecze               | Bramki              | Mecze | Bramki | Mecze | Bramki |
| ------------------ | ------------------ | ------------------ | ----- | ------ | ------------ | ------------ | ------------------- | ------------------- | ----- | ------ | ----- | ------ |
| Hajduk Split       | 2014/15            | 1.HNL              | 7     | 2      | 1            | 0            | –                   | –                   | –     | –      | 8     | 2      |
| Hajduk Split       | 2015/16            | 1.HNL              | 31    | 7      | 5            | 0            | 7                   | 0                   | –     | –      | 43    | 7      |
| Hajduk Split       | 2016/17            | 1.HNL              | 27    | 3      | 3            | 2            | 4                   | 1                   | –     | –      | 34    | 6      |
| Hajduk Split       | 2017/18            | 1.HNL              | 20    | 2      | 3            | 0            | 4                   | 0                   | –     | –      | 27    | 2      |
| Hajduk Split       | 2018/19            | 1.HNL              | 24    | 1      | 2            | 0            | 1                   | 0                   | –     | –      | 27    | 1      |
| Hajduk Split       | Ogólnie            | Ogólnie            | 109   | 15     | 14           | 2            | 16                  | 1                   | 0     | 0      | 139   | 18     |
| Raków Częstochowa  | 2019/20            | Ekstraklasa        | 16    | 1      | –            | –            | –                   | –                   | –     | –      | 16    | 1      |
| Raków Częstochowa  | 2020/21            | Ekstraklasa        | 29    | 1      | 5            | 0            | –                   | –                   | –     | –      | 34    | 1      |
| Raków Częstochowa  | 2021/22            | Ekstraklasa        | 31    | 2      | 6            | 0            | 6                   | 0                   | 1     | 1      | 44    | 3      |
| Raków Częstochowa  | 2022/23            | Ekstraklasa        | 4     | 0      | 0            | 0            | 5                   | 2                   | 1     | 0      | 10    | 2      |
| Raków Częstochowa  | Ogólnie            | Ogólnie            | 80    | 4      | 11           | 0            | 11                  | 2                   | 2     | 1      | 104   | 7      |
| Ogólnie w karierze | Ogólnie w karierze | Ogólnie w karierze | 189   | 19     | 25           | 2            | 27                  | 3                   | 2     | 1      | 243   | 25     |

## Kariera reprezentacyjna
W 2013 roku rozegrał 2 mecze w reprezentacji Chorwacji U-19. W latach 2015–2016 występował w kadrze U-21, gdzie zaliczył 7 spotkań.
11 stycznia 2017 zadebiutował w seniorskiej reprezentacji Chorwacji w zremisowanym 1:1 towarzyskim meczu z Chile w Nanningu. 27 maja 2017 zdobył pierwszą bramkę w drużynie narodowej w towarzyskim spotkaniu przeciwko Meksykowi (2:1) w Los Angeles.

### Bramki w reprezentacji
| LP | Data         | Miejsce                                    | Przeciwnik | Bramka | Rezultat | Ranga meczu     |
| -- | ------------ | ------------------------------------------ | ---------- | ------ | -------- | --------------- |
| 1. | 27 maja 2017 | Los Angeles Memorial Coliseum, Los Angeles | Meksyk     | 2:0    | 2:1      | Mecz towarzyski |

## Sukcesy

### Klubowe

#### Raków Częstochowa
- Mistrzostwo Polski: 2022/2023[7]

- Wicemistrzostwo Polskiː 2020/2021, 2021/2022, 2024/2025
- Puchar Polskiː 2020/2021, 2021/2022
- Superpuchar Polski: 2021, 2022

### Indywidualne
- Obrońca sezonu podczas Gali Ekstraklasy: 2022/2023[8][9]

## Życie prywatne
Jest dalekim kuzynem Igora Tudora. Ze względu na pochodzenie rodziny ze strony ojca jest kibicem Hajduka Split.